# Edith-Stein-Gymnasium (Speyer)
Das Edith-Stein-Gymnasium in Speyer, kurz ESG, ist ein staatlich anerkanntes, privates Mädchengymnasium. Schulträger ist seit dem 1. August 2010 die St. Dominikus Schulen GmbH des Instituts St. Dominikus.

## Geschichte
Das heutige Edith-Stein-Gymnasium, das zum Schuljahr 1957/58 als „privates, staatlich anerkanntes, neusprachliches Gymnasium der Dominikanerinnen von St. Magdalena im Westen der Stadt Speyer eröffnet wurde“, hat weitaus ältere Wurzeln. Die Schule geht zurück auf die Arbeit der Dominikanerinnen, die vor rund 700 Jahren in Speyer begann. Nach Zerstörungen in den Zeiten der Französischen Revolution erfolgte 1828 durch König Ludwig I. von Bayern die offizielle Genehmigung, dass sich die Schwestern „der Erziehung der weiblichen Jugend [widmen] und dazu Schulen eröffne[n]“. Trotz finanzieller Herausforderungen in den Zeiten des Kulturkampfs erfuhren die Schulen des Ordens in Speyer und im Umland großen Zulauf. Am 6. April 1937 befand der damalige Oberbürgermeister von Speyer, dass die Schulen der Klostergemeinschaft den „Grundsätzen des nationalsozialistischen Staates“ widersprächen und eine Schließung wurde angeordnet. Einige Schwestern gingen daraufhin ins Exil und setzten ihre Bildungsarbeit in Peru und Brasilien fort. Einer „dürftigen (…) Wiedererrichtung der Klostervolksschule und der Höheren Mädchenschule“ im Oktober 1945 folgte 1957 ein Neubau, der „bis heute Gymnasium und Realschule umfasst“.

## Heute
Das Edith-Stein-Gymnasium besuchen heute 600 Schülerinnen, die von 56 Lehrkräften unterrichtet werden. Die Schule steht Schülerinnen aller Konfessionen offen, ein verpflichtendes Schulgeld wird nicht erhoben. Das Gymnasium sieht seine Schwerpunkte im Bereich der musischen sowie der MINT-Fächer. Ein Informationstag für interessierte Schülerinnen und Eltern findet zumeist Ende November statt.
Die Schule bietet Schülerinnen Austausch mit den Partnerschulen Schola Puerorum Sistina in Rom, Groupe scolaire de Karambi in Ruanda und in spanischer Sprache mit dem Colegio Beata Imelda in Chosica in Peru.
Jedes Jahr veranstaltet die Schule ein Sommerkonzert in der Stadthalle Speyer.

## Name
Das Gymnasium erhielt den Namen Edith Steins, der 1922 zum Christentum konvertierten Jüdin, Philosophin, Pädagogin und Karmelitin, die von 1923 bis 1931 an den Vorgängerschulen in St. Magdalena in Speyer als Lehrerin tätig war und 1942 im Vernichtungslager KZ Auschwitz-Birkenau ermordet wurde. Am 1. Mai 1987 wurde sie seliggesprochen, am 11. Oktober 1998 in Rom heiliggesprochen.

## Ehemalige Schülerinnen
- Isabella Eckerle (* 1980), Virologin
- Lenelotte Möller (* 1967), Autorin
- Mechtild Rössler (* 1959), Geographin
- Natalie Suzanne Steger (* 1969), seit 2016 Leiterin des ZDF-Studios in Warschau[11][12]
- Martina Zöllner (* 1961), Journalistin